# Haematopota laverani
Haematopota laverani är en tvåvingeart som beskrevs av Surcouf 1907. Haematopota laverani ingår i släktet Haematopota och familjen bromsar.
Artens utbredningsområde är Kongo. Inga underarter finns listade i Catalogue of Life.